# Brod Moravice
Brod Moravice – wieś w Chorwacji, w żupanii primorsko-gorskiej, siedziba gminy Brod Moravice. W 2011 roku liczyła 358 mieszkańców.